# 中川宋淵
中川 宋淵（なかがわ そうえん、1907年3月19日 - 1984年3月11日）は、昭和の臨済宗の禅僧。俳人としても知られた。道号は玄珠、法諱は宋淵。本名は中川基（なかがわ もとし）。号は密多窟。

## 生涯
山口県玖珂郡岩国町（現・岩国市）出身。大正12年（1923年）、旧制第一高等学校入学。昭和2年（1927年）東京帝国大学文学部入学。
東京帝国大学在学中の昭和6年（1931年）3月19日、山梨県の向嶽寺勝部敬学につき得度。得度後は大菩薩山中にて木食修行に励む。昭和5年（1930年）東京の白山道場で山本玄峰に師事し、昭和10年（1935年）に静岡県三島市の龍沢寺へ転錫。昭和26年（1951年）4月、山本の跡を継いで龍沢寺第10世住職並びに僧堂師家となる。その後、多くの弟子を育成した。釈宗演の弟子であり、アメリカで禅の指導を行った先駆者である千崎如幻との文通がきっかけで、昭和24年（1949年）から13回に渡ってアメリカ合衆国に渡り、禅道場を開くなど、アメリカ布教に努めた。また、イスラエルに禅堂を作り、中川球童を派遣した。昭和59年（1984年）3月11日、遷化。
高見順とは第一高等学校時代の同級生で、その後も交流があり、高見が臨終間際となった際には、高見のもとを訪ねて読経をして死を見届けた。ほかに『大菩薩峠』の著者中里介山とも交友があった。
俳人としては、昭和6年（1931年）飯田蛇笏に師事し、句詩文集『詩龕』を刊行した。その句風は俳禅一如と称された。また、墨跡も数多く残した。
旧制一高から東大卒業後、駒場の「三昧堂」で一高生たちを指導するため小接心をしていたが、そのときの「教え子」でもあった奥村一郎（のちのカルメル会士、カトリック司祭）が、戦後になって龍澤寺を訪ねてきたとき（昭和23年6月28日）、その話を聞いたのち、「今、あなたはキリスト教がよく分かったと思う。しかし、まだ頭でしか分かっていない。体で分かるためには洗礼を受けなさい。」と述べたという（奥村一郎のエッセイ「出会い」）。

## 著作
- 『法光寿』龍澤寺発行、1985年
- 『空華』龍澤寺発行、1986年

## 中川宋淵の法嗣
- 鈴木宗忠（生没 1921-1990）臨済宗龍澤僧堂師家
- 中川球童（生没 1927-2007）臨済宗龍澤僧堂師家
- 藤森弘禅（生没 1925-1984）臨済宗方広僧堂師家
- 伊万里梅城（生没 1929-1998）臨済宗向嶽寺派管長